# キリャンドンゴ県
キリャンドンゴ県(キリャンドンゴけん、英語：Kiryandongo District)はウガンダの西部地域最北東部の県。
県都はキリャンドンゴ。
2014年の人口は26万8188人。

## 地理
- 北：ナウォヤ県
- 北東：オヤム県
- 東：アパッチ県
- 南～西：マシンディ県

県都キリャンドンゴは首都カンパラの約225km北西に位置する。

マーチソン・フォールズ国立公園が北半分を占める。

## 歴史
2010年7月1日、マシンディ県の東部を割いて新設された。